# Sint-Janskerk (Roosendaal)
De Sint-Janskerk, voluit Sint-Jan de Doperkerk, is een voormalige rooms-katholieke kerk aan de Markt in Roosendaal in de provincie Noord-Brabant. Het Raadhuis van Roosendaal ligt dichtbij.

## Geschiedenis
Roosendaal was aanvankelijk afhankelijk van de parochie Nispen. In 1268 werd er een kapel gebouwd die in het 3e kwart van de 15e eeuw werd vervangen door een nieuwe kerk. In 1510 werd deze tot parochiekerk verheven, gewijd aan Sint-Jan. Evenals de parochie Nispen, berustte het patronaatsrecht van de Roosendaalse parochie bij de Abdij van Tongerlo. Gedurende het laatste kwart van de 16e eeuw, tijdens de Tachtigjarige Oorlog, werd de kerk diverse malen zwaar beschadigd door brand en plundering. In 1648 werd de kerk genaast door de protestanten en moesten de katholieken hun toevlucht zoeken tot een schuilkerk. In 1792 krijgt men toestemming de Sint Jan te herbouwen. De kerk was echter danig vervallen, zo werd het westelijke deel van de kerk in de 17e eeuw reeds goeddeels gesloopt. De kerk werd bovendien door de katholieken te klein bevonden. Daarom werd ze gesloopt en vervangen door een waterstaatskerk. Enkel de toren bleef bestaan, en de nieuwe kerk werd er tegenaan gebouwd. In 1839 werd de kerk geconsacreerd. De schuilkerk werd omgebouwd tot gasthuis.
De norbertijnen van de Abdij van Tongerlo hebben tot 1971 priesters geleverd aan de parochie. Pas in 1979 werd de parochie formeel overgedragen aan het Bisdom Breda.

## Gebouw
De kerk is gebouwd in neoclassicistische stijl en werd ontworpen door de Antwerpse architect J. Franssen. Het gebouw werd in 1839 ingewijd. Ze heeft aan de voorkant een toren met een hoogte van 57,1 meter. De kern van de toren dateert waarschijnlijk uit het laatste kwart van de 15e eeuw, maar is sindsdien enkele malen gewijzigd. Zo werd ze in de 16e eeuw ommanteld en voorzien van een spits, die op zijn beurt in 1839 werd vervangen door een open achtkante koepel.
Het interieur van de kerk wordt gedekt door een in stucwerk uitgevoerd tongewelf. De drie beuken worden door pilaren ondersteund. De kerk heeft een hardstenen doopvont met gouden deksel en hardhouten banken en biechtstoelen. De twee koperen kandelaars dateren uit de 2e helft van de 15e eeuw en werden vervaardigd in het Rijnland. Een aantal barokke heiligenbeelden uit de 1e helft van de 18e eeuw zijn afkomstig uit de Abdij van Tongerlo, evenals de houten zij-altaren. Deze bevatten neobarokke beelden uit 1840 door Jan Baptist van Hool. Samen met C.J. Rogier was Van Hool ook verantwoordelijk voor de neobarokke preekstoel, biechtstoelen, orgelkast en hoofdaltaar.
Het Heilig Hartbeeld dat in 1921 bij de kerk werd geplaatst, verhuisde in 1969 naar de Heilig Hartkerk.
De Sint-Janskerk werd in 2001 aan de eredienst onttrokken en tot cultureel centrum verbouwd. De toren, kerk en pastorie zijn benoemd tot rijksmonumenten.